# Gran sello del estado de Misuri
El gran sello del estado de Misuri fue aprobado el 11 de enero de 1822. El juez Robert William Wells, que también fue congresista, diseñó el sello. El centro del sello contiene el escudo de los Estados Unidos en el lado derecho, y, a la izquierda, los símbolos que representan el estado. Un oso pardo representa la fuerza y valentía, con una media luna que representa la novedad de la estadidad y el potencial de crecimiento. En torno a estos símbolos está el lema nacional: "United we stand, divided we fall", cuya traducción literal significa "Unidos nos mantenemos firmes, divididos caemos". Dos poderosos osos pardos sirven de apoyo a este escudo central. Un pergamino muestra el lema estatal: "Salus Populi Suprema Lex Esto", frase latina que significa: "Que el bienestar del pueblo sea la ley suprema". El número "1820" está inscrito en números romanos debajo del pergamino, aunque a Misuri no se le concedió oficialmente la condición de Estado hasta 1821. Una estrella en representación de cada uno de los otros estados de la Unión (Misuri se convirtió en el 24.º) ocupa la parte superior del sello. El círculo externo del sello lleva las palabras: The Great Seal of the State of Missouri (El gran sello del estado de Misuri).

## Sellos del Gobierno de Misuri

Sello del Senado de Misuri
Sello de la Cámara de Representantes de Misuri
Sello del Auditor Estatal de Misuri
Sello de la Comisión de Servicios Públicos de Misuri